# Jules Hippolyte Ravel
Pour les articles homonymes, voir Ravel.
Jules Hippolyte Ravel, né le 4 décembre 1826 à Paris, où il est mort le 19 octobre 1898, est un peintre français.

## Biographie
Jules Hippolyte Ravel, né le 4 décembre 1826 à Paris, est un élève de Léon Cogniet,.
C'est avec un portrait qu'il débute au Salon de Paris en 1853. Il en expose plusieurs (voir ci-dessous). Il expose aussi à Dijon. Membre de la Société des Artistes Français, il se consacre tout à la fois à la peinture d'histoire et à celle de genre.
Le musée de Périgueux conserve de lui La promenade.
Jules Hippolyte Ravel meurt en 1898 dans sa ville natale.

## Œuvres

### Portraits
- Portrait de M. L.[2]
- Portrait de M. E. Z., lieutenant de vaisseau[2]
- Portrait de M. le vice-amiral Romain-Desfossés[2]
- Portrait de Mlle B. de C.[2]
- Portrait de M. A. C. sous préfet de Bagnères-de-Luchon[2]
- Portrait de Mme T.[2]
- Portrait du vice-amiral Touchard[2]
- Portrait du tragédien italien E. Rossi[2]

### Autre œuvres
- Le prince de Condé, arrêté par l'ordre des Guises, est délivré par le connétable de Montmorency, après la mort de François Il[2]
- Arrestation de Pierre Broussel (1648)[2]
- Le viatique, dessin[2]
- Le cardinal Mazarin cherchant à attirer la duchesse de Chevreuse dans son parti[2]
- Louis XIII aux eaux de Forges[2]
- Sainte Thérèse en extase[2]
- Episode des guerres de religion 1563[2]
- Marie de Médicis et Léonora Galigaï[2]
- Un mariage en Bretagne à l'époque de la Terreur[2]
- Le billet[2]
- Les châteaux de Bretagne en 1793[2]
- La mauvaise nouvelle[2]
- Un point d'orgue[2]
- Le prisonnier de Chillon, François de Bonnivard arrêté par des brigands dans les montagnes où il s'était réfugié et amené devant le duc de Savoie en 1530[2]
- Les suites de la guerre[2]
- Un soldat, XVIe siècle[2]
- La reine d'Angleterre au Louvre pendant la captivité de Charles Ier[2]
- Une bonne capture[2]
- L'alerte[2]
- Ignota[2]
- Fiorentina[2]
- Ange rebelle[2]